# Тученица
Вижте пояснителната страница за други значения на Тученица.
Ту̀ченица (Portulaca oleracea) е едногодишно растение с месести листа, което понякога се смята за плевел, но се включва като продукт предимно за салати в кухнята на много държави. В Северна България и на други места растението е известно като тлъстига – наименование може би свързано с формата и дебелината на неговите месести листа. Във видинското Ново село, както и в целия видински регион, растението се нарича грашица, а в стралджанската област – брюченка.

## Приложение
Тученицата е богата на омега-3 мастни киселини, витамин С, флавоноиди и се използва за различни медицински цели в много страни по света.

## Други
На тученицата е наречена улица в кварталите „Горна баня“ и „Подлозище“ в София (Карта).